# ジャクリーヌ・ファン・マールセン
ジャクリーヌ・ファン・マールセン（Jacqueline Sanders-van Maarsen、1929年1月30日 - 2025年2月13日）は、アンネ・フランクの友人であるユダヤ系オランダ人女性。愛称はジャック。『アンネの日記』Cテキストでは「ヨーピー・ド・ヴァール」という偽名になっている。

## 経歴
1929年にオランダのアムステルダムに生まれた。父はユダヤ系オランダ人の古書貿易商。母は非ユダヤ系フランス人であった。
アムステルダムのコレッリストラートにある第1モンテッソーリ・スクールに在学していたが（アンネは第6モンテッソーリ・スクール）、オランダがドイツ軍によって占領された後、1941年10月にユダヤ人中学校への転校を余儀なくされた。
ユダヤ人中学校に転校して間もなく、帰宅路が同じだったアンネ・フランクに声をかけられて友達になったという。やがて彼女はアンネの一番の親友になった。彼女が他の子と仲良くしているのを見てアンネが嫉妬するほどだったという。『アンネの日記』の中においてもアンネはある友人について「ジャックにべったりくっついて、まったく困ったものです」といった紹介をしている（Aテキスト1942年6月15日の記述）。
アンネは常に誰かと一緒にいておしゃべりしないと気がすまない性質だったが、ジャクリーヌの方は引っ込み思案な性格で一人でいることは必ずしも嫌いではなかったという。ジャクリーヌはのちに「私たちは正反対の性格だったが、それでいて終始変わらぬ親友だった。」と語っている。
アンネとジャクリーヌは家が近いにもかかわらず、しょっちゅうお互いの家に泊まり合っていた。特にアンネがこの「お泊りパーティー」を好み、アンネはジャクリーヌの家に行くのに大した荷物もないのにスーツケースを持っていった。スーツケースがないと旅行気分が出ないからという。
フランク一家が潜伏生活に入った1942年7月6日にハンネリ・ホースラルとともにメルウェデプレインのフランク家を訪れた。しかし家はもぬけのからになっていた。彼女とアンネはあらかじめ「もしもどちらかが身を隠さねばならなくなったらお別れの手紙を残す」という約束しており、アンネの手紙を探したが、結局見つからなかったという。しかしジャクリーヌははるか後年にその手紙を受け取ることになった。『アンネの日記』Aテキスト1942年9月25日付に「これはかねてからお約束していたお別れの手紙です」と前振りした文章が書かれており、そこには「いつか再会できる時まで、どんな時にも一番の親友といえる二人でありたいと願っています」と書かれている。
1942年の夏休みが終わるとオランダ国内のユダヤ人狩りが激しくなった。まもなくジャクリーヌの父方の叔父もどこかへ移送された。娘たちの身を案じたジャクリーヌの母は保安警察の高官に取り入り、母の祖父母が4人ともユダヤ人でないことを利用して「私の夫が私の反対を無視して勝手に子供たちをユダヤ教徒共同体に入れてしまった」という話を信じ込ませて娘たちを移送リストから外させた。さらにジャックの父も不妊手術をしたという偽造診断証明書を入手したことで彼も移送リストから外された。
以降ジャクリーヌは「アーリア人」に分類され、黄色いダビデの星のバッジを外して普通の学校へ戻ることを許された。ただ彼女の父方の叔父、叔母、従兄弟たちは全員移送を受けて虐殺されている。
戦後、隠れ家メンバーでただ一人強制収容所から生還したアンネの父オットー・フランクと再会した。彼からアンネの日記を見せられたが、中身は読まなかったという。1947年に『アンネの日記』初版が出版されるとオットーはそれを彼女にも送っているが、この時もためらいがちに抜き読みしただけであったという。彼女は自分が「ヨーピー」であることを長く名乗り出たがらなかった。しかしオットーとの親交は彼の死までずっと続いていた。
戦後もアムステルダムで暮らした。1952年にはイギリスへ留学している。1954年に結婚し、美術書の装丁の仕事をした。1990年にアンネとの友情について書いた本『アンネとヨーピー』を出版した。
2025年2月13日に死去。96歳没。